# 清华大学深圳国际研究生院
清华大学深圳国际研究生院（英語：Tsinghua Shenzhen International Graduate School，简称 Tsinghua SIGS），是清华大学与深圳市合作共建的公立研究生教育机构。
清华大学深圳国际研究生院是在清华大学深圳研究生院和清华-伯克利深圳学院的基础上拓展建立的。

## 历史[3]
- 2000年10月14日，深圳市政府与清华大学签署合作创建清华大学深圳研究生院协议书。

- 2001年6月8日，清华大学深圳研究生院挂牌成立。

- 2003年10月，清华深圳研究生院入驻深圳大学城清华新校区。
- 2014年9月7日，清华大学、伯克利加州大学（UC-Berkeley）和深圳市政府在深圳签署合作协议， 共建清华-伯克利深圳学院（TBSI）。
- 2015年10月20日，清华-伯克利深圳学院（TBSI）在深圳市南山区南山智园正式揭牌成立。
- 2016年11月4日，清华大学与深圳市人民政府签署协议，共建清华大学深圳国际研究生院。
- 2016年11月6日，教育部批复成立清华大学深圳国际研究生院。